# Асоев, Хайрулло Асоевич
Хайрулло Асоевич Асоев (в начале февраля 2014 года сменил фамилию на Асозода) — таджикистанский политический деятель, министр транспорта (2013—2015).

## Биография
Родился 25 марта 1956 года в Файзабадском районе.
Окончил Таджикский политехнический институт по специальности инженер-строитель (1978) и республиканскую Высшую партийную школу (1988).
С 1978 по 1984 год работал в строительном управлении «Рогунгэсстрой»: прораб, старший прораб, начальник участка.
В 1984—1985 гг. на партийной работе в Файзбадском райкоме Компартии Таджикистана. В 1985—1988 гг. слушатель Высшей партийной школы (Ташкент). В 1988—1990 гг. председатель парткома Управления «Рогунгэсстрой». Потом до 2004 года работал в том же Управлении на инженерно-технических и руководящих должностях.
В 2004—2009 годах главный инженер строительного управления «Монолит-3» ОАО «Монолитстрой» и начальник отдела строительства, внешних связей и маркетинга АО "Корпорация «Сомон Душанбе».
С 2009 года первый заместитель генерального директора, а с января 2010 года генеральный директор ОАО «Рогунгэсстрой».
С 25.03.2010 член Маджлиси милли Маджлиси Оли Республики Таджикистан 4-го созыва (избирательный округ № 5).
Указом Президента Республики Таджикистан от 29 ноября 2013 года назначен Министром транспорта Республики Таджикистан. Вскоре после этого сменил фамилию на Асозода. Освобождён от должности 3 февраля 2015 года в связи с избранием в депутаты Нижней палаты Парламента (одномандатный избирательный округ Файзабад).
В марте 2018 года — наблюдатель от Парламента Таджикистана на выборах Президента России.

## Личная жизнь
Семья: жена, трое детей.

## Награды
- Почётная грамота Совета МПА СНГ (18 апреля 2019, Межпарламентская ассамблея СНГ) — за активное участие в деятельности Межпарламентской Ассамблеи и её органов, вклад в укрепление дружбы между народами государств — участников Содружества Независимых Государств[1].